# 三都
三都（さんと）
- 江戸時代に使用されていた日本三大都市を指す名称。すなわち、京・大坂・江戸のこと。明治から昭和までの三府と重なる。本項にて解説する。
- 現代の三大都市圏の中心都市を指す例もある。その場合は、東京・大阪・名古屋を指す。
- 中世の日本三大都市である京・鎌倉・奈良を、現代になって「中世の三都」と称する例も見られる[1]。
- 1990年（平成2年）から西日本旅客鉄道（JR西日本）が観光キャンペーンにおいて用いた、京都・大阪・神戸の三都市を指す名称。三都物語参照。

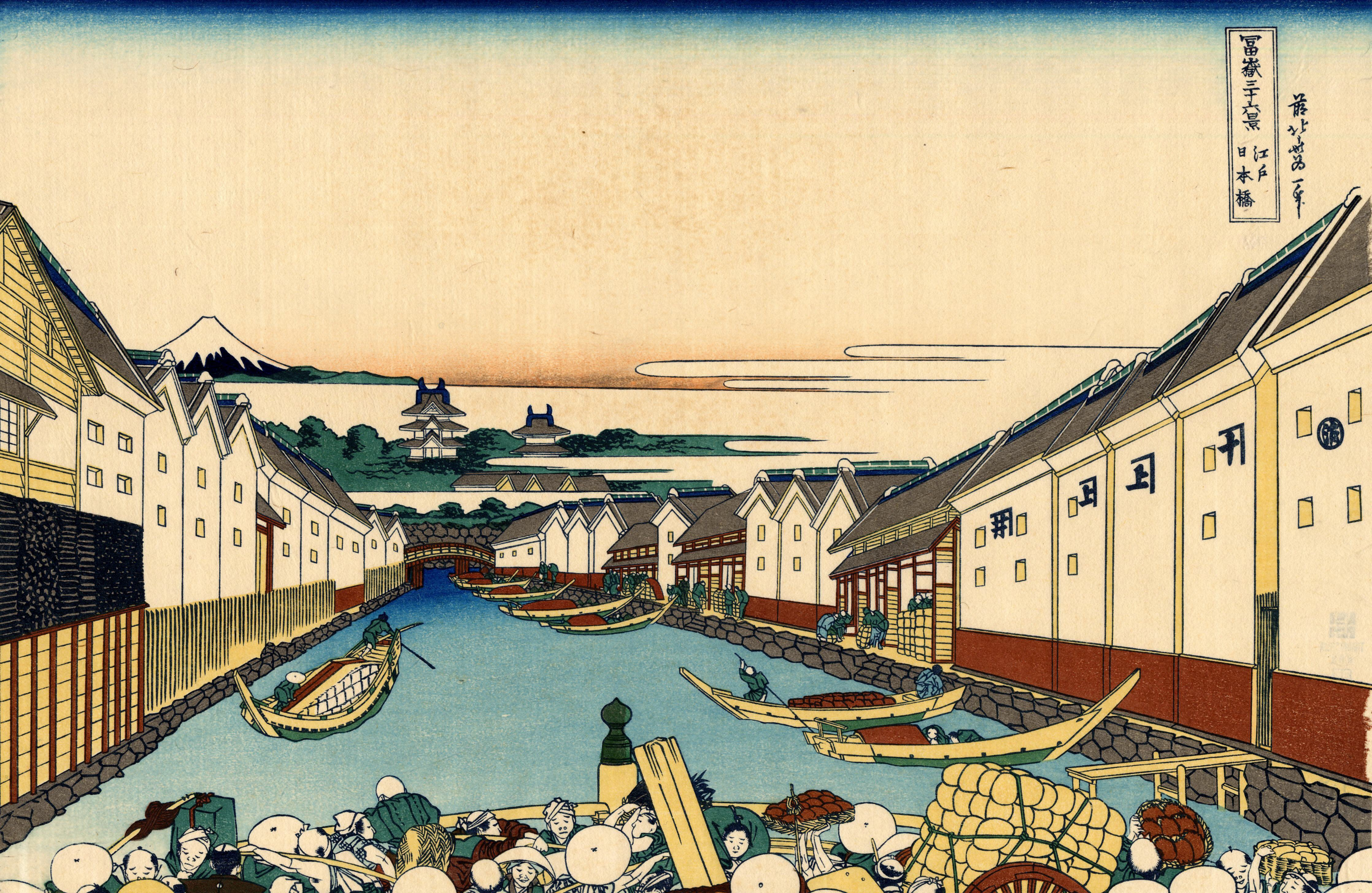
江戸の日本橋よりみる富士山（葛飾北斎画、『富岳三十六景』・1830年）

三都（さんと）は、一般に、近世において江戸幕府直轄だった都市のうち、その規模が極めて大きかった京・大坂・江戸を指す。

## 概要
近世においては、江戸幕府が大名に対し一国一城令を発し、諸大名が武士を城下町に集住させたことで全国規模で都市化が進展し、各地に消費都市が生まれた。これは、各都市の内部において在地の商工業を発展させた一方、西廻り航路・東廻り航路や五街道をはじめとする国内航路・主要道の整備は日本の国内市場（一国市場）の形成を促し、遠隔地商業を発展させ、港湾や宿場に営まれた諸都市（港町・宿場町）も発展した。さらに平和が継続したことで、全国規模の文化交流や観光もさかんとなり、大都市を生む条件がここに生まれたのである。
のちに「三都」と並び称される江戸・大坂・京の三都市は、江戸時代はじめには三ヶ津（さんがつ）と呼ばれた。「津」とは港湾を意味しており、このうち京は内陸部に位置するものの、琵琶湖や巨椋池、淀川に面した伏見等を通じて摂津国はじめとする西日本一帯、近江国さらには東海地方や北陸地方と結ばれる一大物流拠点であった。
都市を構成する「町」は、道路の両側に間口が狭く奥行きの長い屋敷が立ち並んで向き合う形状の両側町が一般的であった。町の出入り口には木戸が設けられ、夜間は閉鎖された。町もまた、近世村と同様、諸役負担の単位であると同時に、道路や橋梁の修理、防火、衛生機能などを共同でおこなう自治組織であった。町では町法（町掟・町式目）を定め、町役人が置かれ、町人の寄合の場として町会所を設けていた。

### 江戸

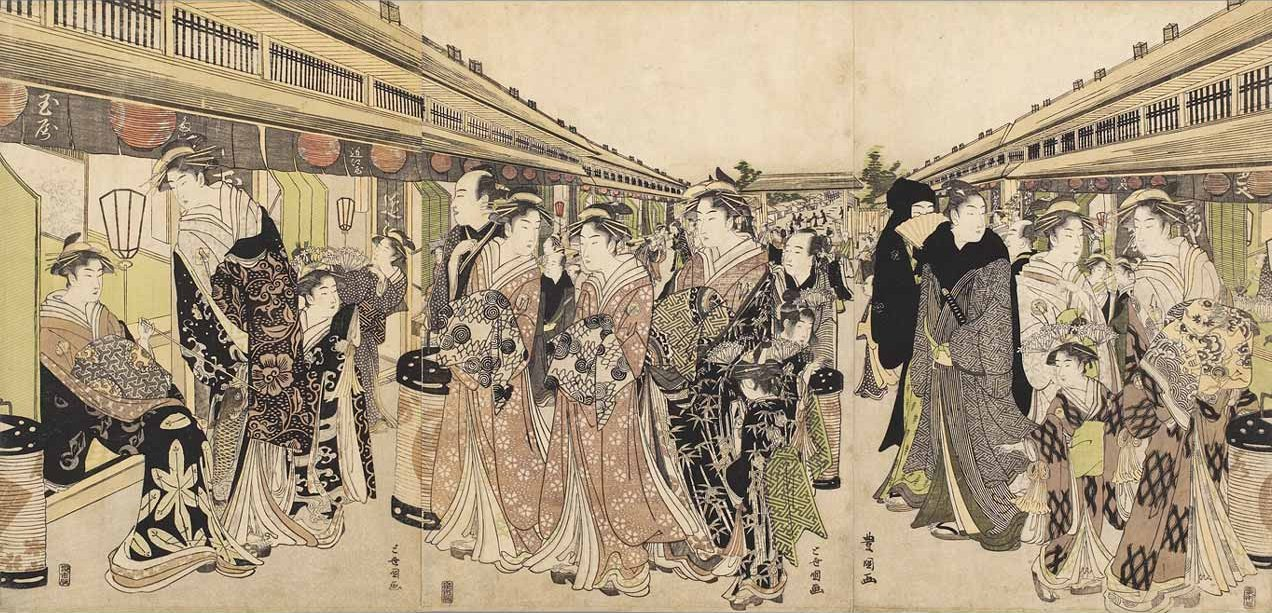
江戸の新吉原仲ノ町（歌川豊国画、1795年）

江戸は、徳川将軍家を君主とする江戸幕府の所在地であり、「将軍のお膝元」と称される政治都市、最大の城下町であった。
近世以前には浅草寺と品川湊あるいは利根川・荒川と多摩川に挟まれた港町・宿場町であった。
1590年（天正18年）の豊臣秀吉の関東攻めにより後北条氏が滅亡し、その後に入部した徳川家康による都市改造によって大きく成長した。
幕府の諸機関が設けられるいっぽう、旗本・御家人に対する定府政策によって多くの直臣が集住し、また、参勤交代の制によって全国の大名屋敷（藩邸）も営まれ、その家臣や武家奉公人を含めた多数の武士とその家族が常時江戸に居住することとなった。
また、町人地には多くの町が密集し、さまざまな種類の商人・職人や日用（日雇）らが集まって、近世最大の消費都市として繁栄した。
五街道も江戸の日本橋を起点に整備され、水運も整えられた。
これにともない、多くの物資が流れ込んでそれを扱う商工業者の人口も増加し、18世紀初頭には100万都市に成長、宝暦年間（1751年-1763年）には「日本第一の土地」とまで称されるようになっている。
江戸では、1657年（明暦3年）の「明暦の大火」ののち、寺院や武家屋敷の郊外移転が進み、両国橋・新大橋・永代橋など橋の建設もおこなわれた。
18世紀初頭には世界最大級の都市へと成長し、町の数の多さから俗に「大江戸八百八町」と称され、その住民の気風は「江戸っ子」と呼ばれる独特なものとなった。
江戸は巨大消費都市ではあったが、関東地方につくられた町であり、関東平野は関東ロームが被覆し、本来は必ずしも農耕に適合しない土地であったため、周辺農村からの物資だけで江戸の消費をまかなうことは不可能であった。
その消費を支えたのが、流通都市大坂であった。

### 大坂

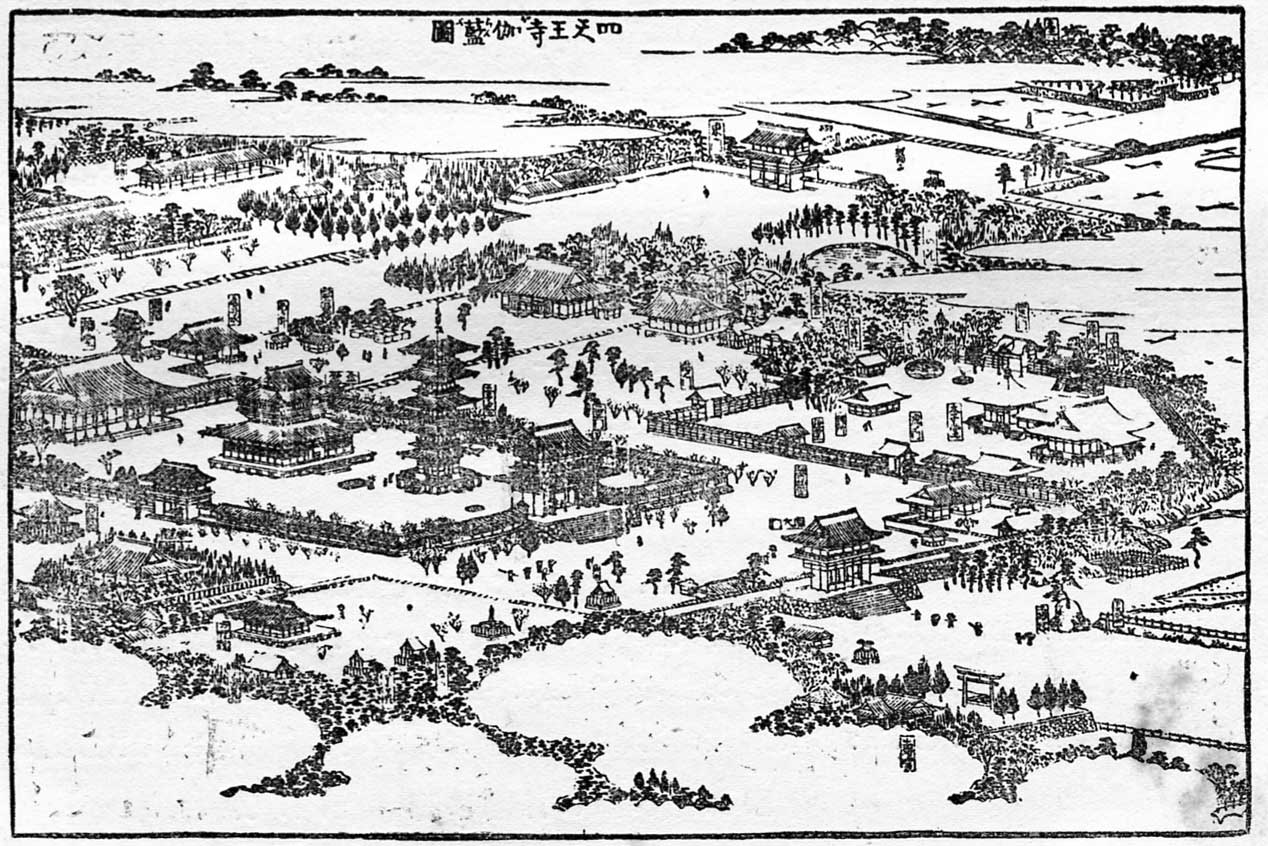
大坂・四天王寺界隈（『摂津名勝図解』、初版1798年）

大坂は、飛鳥時代や奈良時代には貿易港の難波津、あるいはそれを擁する首都・副都である難波京などとして、また、戦国時代にあっては石山御坊の寺内町として発展し、豊臣政権の成立後は、石山本願寺跡地に巨大な大坂城が築かれて、統一政権の拠点となった。
大坂の陣によって豊臣政権が崩壊したのちも、江戸幕府はここを西国唯一の物流拠点と位置づけて再建を支援し、幕府直轄地として大坂城代を置いた。
大坂はやがて、中之島や堂島を中心に諸大名の蔵屋敷が集まるようになり、諸藩が年貢米を換金することによって自藩の財政を支えたところから「天下の台所」「諸国の台所」と称され、日本有数の商業都市として、町人とくに商人の町として再び栄えた。
また、北前船の終着地、あるいは、長崎貿易の交易品の中継地としての役割や、淀川を利用した京への水運の拠点としての役割もになっており、日本最大の流通都市であった。
その基礎となったのが河村瑞賢らによって整備された国内航路と、大坂市内に網の目のように張り巡らされた運河（堀川）である。
一方、後世、「東洋のヴェニス（ヴェネチア）」「水の都」と称された水運網は必然的に多数の橋を必要とし、大坂を形容するに「八百八橋」の言葉が生まれた。
大坂は、上述のように当時生産力の高かった西日本を後背地としており、大都市に成長した江戸の消費を支えた。
幕府の調査を記録した文献資料によれば、享保年間（1716年-1735年）に大坂から江戸に運ばれた物資には、米、酒、醤油、塩、白油（灯油原料）、木綿など多岐にわたっている。
商業都市大坂はしかし、本項「大坂の人口 」節の町方人口推移をみてもわかるように、天明年間（1781年-1789年）以降衰退に転じており、その要因としては幕府が大坂振興策を行わなくなったこと、大坂商人に御用金を課したこと、銀遣いから金遣いへの転換などが考えられる。

### 京（京都）

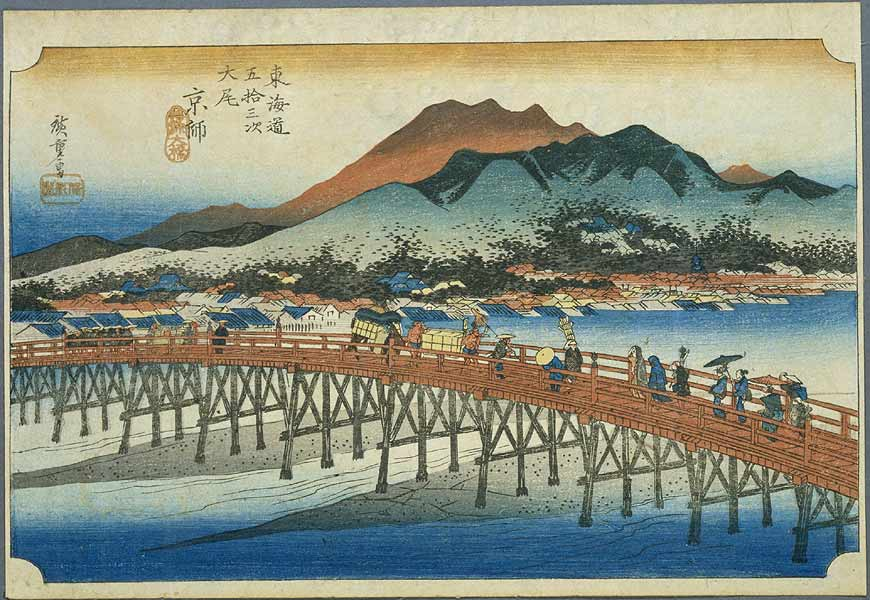
京の三条大橋（歌川広重画、『東海道五十三次』・1832年）

京（京都）は、平安京以来の王城の地であり、かつては室町幕府が置かれ、江戸時代にあっても朝廷のお膝元として重要視され、幕府もここに京都所司代を置いている。15世紀後半に応仁の乱によって大打撃を受けたものの、その復興の中心となったのは「町衆」と呼ばれる商工業者であった。
京都は、伝統的な神社仏閣が多く、諸宗派の本山が集まる宗教都市であり、俗に「八百八寺」と称されて学問・芸術の中心地として栄えた。反面、京都は中世以来の商工業がさかんな地であり、当時にあっては日本最大の工業都市、生産都市であり、西陣織はじめ日本の高級な手工業品は、その多くが京都で生産されて全国に販売されたものであった。なお、京と大坂は同じ上方にありながら、その嗜好・気風の違いを「京の着倒れ、大坂の食い倒れ」と表現されることが多い。

## 三都の交流

### 陸上交通
江戸幕府によって三都を中心に、各地の城下町をつなぐ全国的な街道の網の目が完成した。とくに、三都をむすぶ東海道をはじめとする五街道は江戸の日本橋を起点とする幹線道路として幕府の直接管理下におかれ、17世紀半ば以降は道中奉行によって管理された。近世中期になると、陸上交通は参勤交代や幕府・大名の物資のみならず、商人の荷物がいっそう活発に運送された。飛脚などによる通信制度も整備された。このような陸上交通には、徒歩、駕籠、牛馬、大八車などが用いられ、中部日本には牛馬による長距離運送をおこなう中馬が発達したものの、馬車の発達はみられなかった。

### 水上交通
大量の物資を安価に運ぶには陸路よりも河川、湖沼、海洋の水上交通が適していた。
海上交通では、大坂－江戸間の南海路には、すでに17世紀はじめに、大型の帆船を用いて木綿・油・酒・醤油など多様な日常消費物資を江戸に運ぶ菱垣廻船が就航し、ついで18世紀前半には西宮・灘の酒をおもに運ぶ樽廻船が就航した。江戸は武士の人口が多く、酒の需要が多かったのである。樽廻船は荷役が速く、酒以外の商品を上積み荷物として安価で運送し、菱垣廻船とのあいだで争いを繰り返した。これらは定期的に運航され、大坂から木綿・油・酒などの下り荷を大量に江戸へ運んだ。その後、菱垣廻船は衰退し、江戸時代後期になると樽廻船が圧倒的な優位に立った。
いっぽう、17世紀後半には、江戸の商人河村瑞賢によって出羽国酒田を起点として江戸に至る東廻り海運と北陸地方や山陰・瀬戸内地方を経由して大坂に至る西廻り海運が整備された。西廻り航路では、18世紀末以降、日本海で北前船が遠隔地輸送を担うようになり、昆布やニシンは上方にも運ばれた。
17世紀初頭、京の豪商角倉了以は京を流れる賀茂川・保津川を整備し、さらに高瀬川を開削して淀川の港町伏見との間に水路をひらいた。そこでは高瀬舟などの中型船や小舟が用いられ、京内の舟運が物資や人を輸送する手段として発展した。そして、伏見港と大阪の八軒家を結ぶ水運として淀川には三十石船を初め大小様々な船が行き交い、また、中程の枚方宿にも、枚方浜、樟葉浜、樋之上浜、渚浜、磯島浜などの船着場が設けられていた。

### 経済・金融

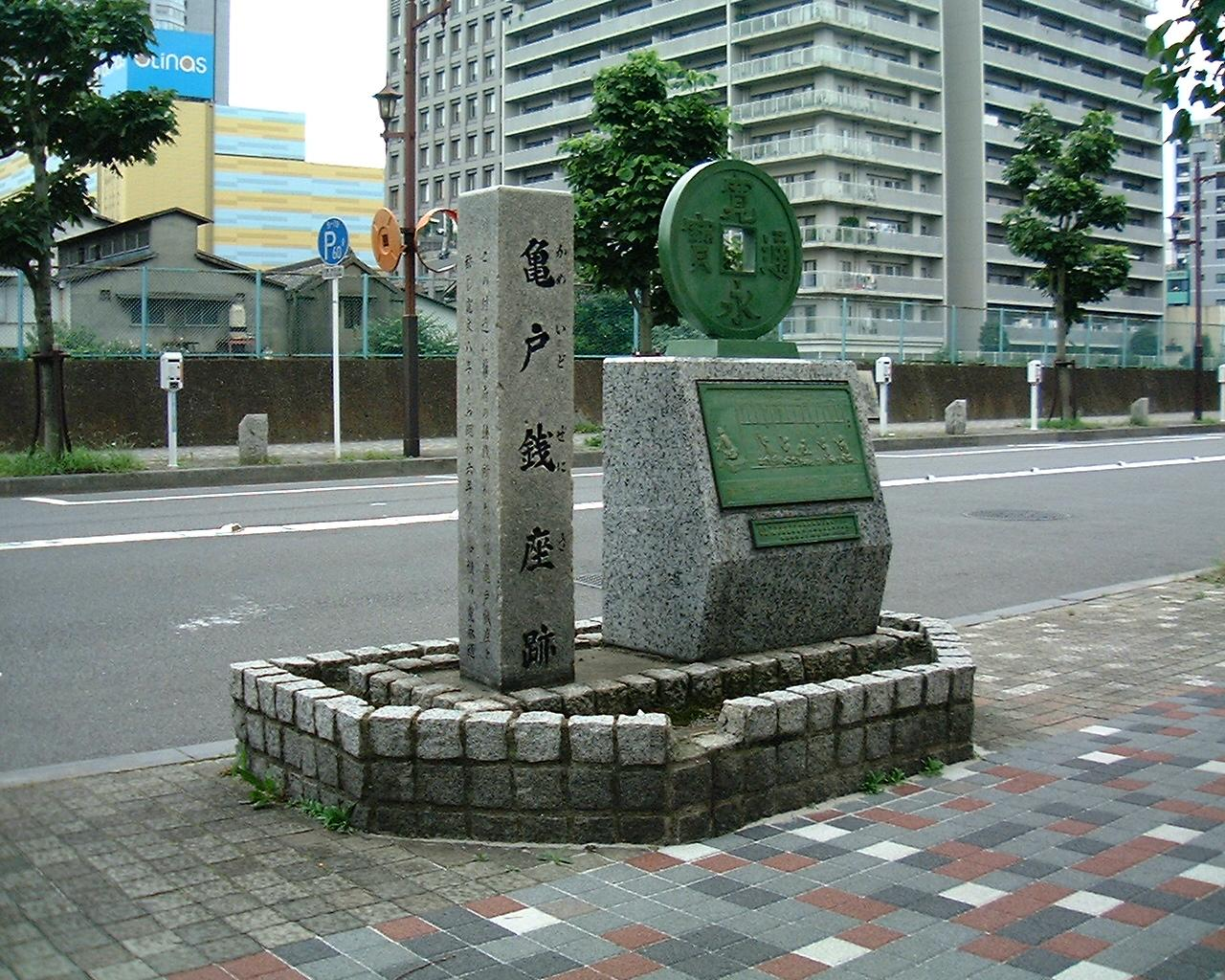
亀戸銭座跡

全国に通用する貨幣を安定して供給することは、江戸幕府の重要な役割であった。同一規格・同一品質の金銀貨幣は家康の慶長金銀が日本初といわれ、金座は江戸と京都に置かれ、銀座は当初伏見と駿府におかれたが、のちに京都・江戸にうつされた。銭座は江戸の芝と近江国坂本におかれ、のちに10箇所前後に増設された。金・銀・銭のこれら三貨は全国に広くいきわたり、江戸期の商品流通の飛躍的な発展をささえた。
貨幣は、三都や各城下町の両替商によって流通が促進された。両替商は三貨間の両替や秤量を生業とした。大坂や江戸の本両替と称される有力な両替商は、幕府や諸藩の公金の出納や為替・貸付業務をおこない、その財政をささえた。とくに江戸の三井、大坂の鴻池・天王寺屋が著名である。
全国市場が確立し、海運が活発になると、江戸の十組問屋や大坂の二十四組問屋のように、江戸・大坂間の荷物運送の安全、海損の共同保障、流通の独占をめざして、多様な職種からなる問屋仲間の連合組織がつくられた（株仲間）。
江戸・大坂の大消費地には、商人が仕入れた商品（納屋物）や諸藩が農民から徴収した年貢米・特産物（蔵物）が大量に集まり、大坂では堂島の米市場、天満の青物市場、雑喉場の魚市場、江戸では神田の青物市場、日本橋の魚市場など主要商品専門の卸市場が発達し、投機取引もおこなわれた。こうした物資は、問屋・仲買・小売という商業の分業によって運送・販売された。

## 都市文化
三都は、他の日本の諸都市にくらべ隔絶した都市人口を有し、いずれも幕府直轄の都市であったため、武家の人口も多かった。農村にくらべて庶民の負担が軽いこともあり、周辺から人口が流れ込み、いずれも盛り場を有し、祭礼もまたさかんであった。近世の三都にあっては花木の鑑賞・作庭、芝居や浄瑠璃見物、遊廓、寄席、相撲、貸本、錦絵、花火など都市的な文化や生活様式が開花したのである。

## 広瀬旭荘による三都比較
江戸時代後期の儒学者で江戸や大坂に住んだこともある広瀬旭荘（淡窓の弟）は、『九桂草堂随筆』という随筆の中で三都について述べていくつか事例を挙げながら三都の比較を試みている。以下はその概要である。
- 京（京都）
  - 京都の人は矜気が多い。彼らは「江戸大坂といえども皆田舎である、すむに都に如くはなし（及ぶものはない）」と考えている。
  - だが、京都を見なければ我国（日本）が「百王一統（万世一系）」で万国（他国）よりも尊いことを理解できないであろう。
- 大坂
  - 大坂の人は殺気が多い。彼らは「公卿は官禄は高くても貧しく、我輩の賈に手を下くる（へつらう）。」などと挙げている。
  - だが、大坂を見なければ我邦（日本）が「産物多く、船楫便利」で万国（他国）よりも富みたることを理解できないであろう。
- 江戸
  - 江戸の人は客気が多い。彼らは「諸侯でさえも貧しい（財政難で多額の負債を抱えた）時節である。貧しいは愧ることではなく、実を置いても立身する（名声を得る）ほうがいい」と考えている。
  - だが、江戸を見なければ我邦（日本）の「人口衆く（多く）、諸侯輻湊（集中）」して万国（他国）よりも繁華なることを理解できないであろう。

と、述べて三都それぞれに異なるものの、日本の誇るべき都市であると結論付けている。

## 人口
平安遷都以来室町時代まで京都は時期によって変動はあるものの、多い時で約20万人、少ない時で約4万人の間で推移したと推定されている。安土桃山時代に入り大坂が発達し、京都も長らく分離していた上京と下京の宅地が繋がって30万人規模に成長したと考えられる。江戸時代に入ってすぐの1609年に日本へ漂流したロドリゴ・デ・ビベロは、京都の人口を30～40万人、大坂の人口を20万人、江戸の人口を15万人と伝えている。江戸時代の三都の人口については時期によって変動はあるものの、多い時で江戸は100万人以上、京都、大坂は40万人の人口を有していたと推測されている。江戸時代を通じて三都以外では、名古屋と金沢が最盛期で10万人規模、長崎や堺、広島、和歌山、鹿児島、仙台が最盛期で6万人以上で、他の有力諸侯の城下町はいずれも5万人前後かそれ以下であった。幕藩体制維持のため各藩の拠点は一箇所の城下町に固定化され、更に領外への経済圏の自由な拡大が制約されたため、全国的な拠点とされた三都との間に格差が生じたと考えられる。
| 主要都市 | 1650年  | 1750年    | 1850年    | 1873年  | 1879年  |
| -------- | ------- | --------- | --------- | ------- | ------- |
| 江戸     | 430,000 | 1,220,000 | 1,150,000 | 595,905 | 671,335 |
| 大坂     | 220,000 | 410,000   | 330,000   | 271,992 | 291,565 |
| 京都     | 430,000 | 370,000   | 290,000   | 238,663 | 232,683 |

江戸時代後半は宗門人別改帳を通じて町方・寺社方・郷方の人口が集計されているものの、武家人口が記録としてほとんど残っていないため、三都の正確な人口は不明である。
| 都市名      | 年代                        | 総面積    | 公家地          | 武家地            | 町人地           | 寺社地            | 空地・その他     | 復元史料                              |
| ----------- | --------------------------- | --------- | --------------- | ----------------- | ---------------- | ----------------- | ---------------- | ------------------------------------- |
| 江戸        | 正保年間 (1647年頃)         | 43.95 km2 |                 | 34.06 km2 (77.4%) | 4.29 km2 (9.8%)  | 4.50 km2 (10.3%)  | 1.10 km2 (2.5%)  | 『正保年間江戸絵図』                  |
| 江戸        | 寛文10～13年 (1670～1673年) | 63.42 km2 |                 | 43.66 km2 (68.9%) | 6.75 km2 (10.6%) | 7.90 km2 (12.4%)  | 5.11 km2 (8.1%)  | 『新板江戸大絵図』 『新板江戸外絵図』 |
| 江戸        | 享保10年 (1725年)           | 69.93 km2 |                 | 46.47 km2 (66.4%) | 8.72 km2 (12.5%) | 10.74 km2 (15.4%) | 4.00 km2 (5.7%)  | 『分間江戸大絵図』                    |
| 江戸        | 慶応元年 (1865年)           | 79.8 km2  |                 | 50.7 km2 (63.5%)  | 14.2 km2 (17.8%) | 10.1 km2 (12.7%)  | 4.8 km2 (6.0%)   | 『慶応江戸切絵図』                    |
| 江戸        | 明治2年 (1869年)            | 56.36 km2 |                 | 38.65 km2 (68.6%) | 8.92 km2 (15.8%) | 8.80 km2 (15.6%)  |                  | 後藤新平 『江戸の自治制』             |
| 京都 (洛中) | 正保年間 (1647年頃)         | 20.87 km2 | 0.68 km2 (3.3%) | 1.05 km2 (5.0%)   | 8.37 km2 (40.1%) | 2.92 km2 (14.0%)  | 7.85 km2 (37.6%) | 『寛永後万治前京都全図』              |
| 大坂        | 明暦年間 (1655年頃)         | 15.05 km2 |                 | 3.36 km2 (22.3%)  | 8.68 km2 (57.7%) | 1.18 km2 (7.8%)   | 1.83 km2 (12.2%) | 『大坂三郷町絵図』                    |

### 江戸
18世紀の江戸は、町方人口が約50万人、武家人口が約60万人、寺社人口が10万人弱で、合わせて120万人の人口を擁する、当時世界最大級の都市であった。その都市域は武家地60パーセント強、寺社地・町家地がそれぞれ20パーセント弱の面積を占めており、武家地の占める割合の大きい「城下町」であった。

### 京
調査の対象外であった武家や公家、被差別階級人口を除く。
| 元号               | 西暦 | 町方人口 | 町方人口 | 町方人口 | 寺社人口 | 寺社人口 | 寺社人口 | 出典                                 |
| 元号               | 西暦 | 総数     | 洛中     | 洛外     | 総数     | 洛中     | 洛外     | 出典                                 |
| ------------------ | ---- | -------- | -------- | -------- | -------- | -------- | -------- | ------------------------------------ |
| 寛永11年           | 1634 |          | 410,089  |          |          |          |          | 京都御役所向大概覚書                 |
| 寛文元年           | 1661 |          | 362,322  |          |          |          |          | 前田家日記                           |
| 寛文5年            | 1665 |          | 352,344  |          |          |          |          | 万天日録、玉露叢、一話一言           |
| 延宝2年            | 1674 | 408,723  | 372,810  | 35,918   |          |          |          | 万天日録、玉露叢、扶桑記勝、半日閑話 |
| 天和3年            | 1683 | 353,707  | 321,449  | 32,258   | 34,435   | 6,611    | 27,824   | 京都御役所向大概覚書                 |
| 元禄3年            | 1690 | 350,549  | 313,021  | 37,528   | 31,532   | 2,957    | 28,575   | 京都御役所向大概覚書                 |
| 元禄13年           | 1700 | 351,692  | 317,936  | 33,756   | 21,280   | 2,780    | 18,500   | 京都御役所向大概覚書                 |
| 正徳5年            | 1715 | 350,986  |          |          |          |          |          | 京都御役所向大概覚書                 |
| 正徳5年            | 1715 | 344,379  | 302,755  | 41,624   | 14,551   | 1,818    | 12,733   | 洛水一滴抄                           |
| 享保元年           | 1716 | 350,367  |          |          |          |          |          | 京都御役所向大概覚書                 |
| 享保2年            | 1717 | 350,033  |          |          |          |          |          | 京都御役所向大概覚書                 |
| 享保3年            | 1718 | 346,431  |          |          |          |          |          | 京都御役所向大概覚書                 |
| 享保4年            | 1719 | 341,494  |          |          |          |          |          | 京都御役所向大概覚書                 |
| 享保7年            | 1722 | 354,802  |          |          |          |          |          | 京都御役所向大概覚書                 |
| 享保14年           | 1729 | 374,449  | 345,882  | 28,567   |          |          |          | 月堂見聞集                           |
| 享保15年           | 1730 | 373,302  | 344,350  | 28,952   |          |          |          | 月堂見聞集                           |
| 明和3年            | 1766 | 318,016  | 255,947  | 62,069   |          |          |          | 古久保家文書、町代諸事覚             |
| 明治4年 (本籍人口) | 1871 | 237,674  |          |          |          |          |          | 京都府戸籍調                         |
| 明治5年 (本籍人口) | 1872 | 244,883  |          |          |          |          |          | 京都府戸籍調                         |
| 明治6年            | 1873 | 238,663  |          |          |          |          |          | 日本地誌提要 (寄留者12,533人を含む)  |

このほか明らかに山城国全域の人口と混乱して50万人前後の人口を伝えたり、同じ人口に関して異なる年代で記述されるなど、信頼の低いものもあるが、参考までに以下列挙する。
| 元号     | 西暦 | 町方人口 | 出典                     |
| -------- | ---- | -------- | ------------------------ |
| 延宝9年  | 1681 | 577,548  | 吹塵録                   |
| 延宝9年  | 1681 | 507,548  | 雍州府志、塩尻、扶桑記勝 |
| 享保6年  | 1721 | 526,222  | 月堂見聞集               |
| 享保17年 | 1732 | 526,222  | 月堂見聞集               |
| 寛延3年  | 1750 | 479,956  | 雪月花                   |
| 宝暦3年  | 1753 | 526,222  | 大日本古来人口考         |

1691年に京都を訪ねたエンゲルベルト・ケンペルは、京都の人口を僧侶5万2169人を含めて52万9726人という記録を残しているが、これもおそらく山城国全土の領民人口の人数帳に基づく数字と推定される。一方文政9年(1826年)に京都を訪ねたフィリップ・フランツ・フォン・シーボルトは、京都の人口を11万7000戸78万人と記載しているが、根拠が不明である。なお享保6年(1721年)以降に幕府が集計した、山城国の武家人口等を除いた領民人口は以下の通りである。
| 元号     | 西暦 | 総人口  |
| -------- | ---- | ------- |
| 享保6年  | 1721 | 564,994 |
| 寛延3年  | 1750 | 522,626 |
| 宝暦6年  | 1756 | 527,334 |
| 天明6年  | 1786 | 507,488 |
| 寛政4年  | 1792 | 506,324 |
| 寛政10年 | 1798 | 480,993 |
| 文化元年 | 1804 | 469,519 |
| 文政5年  | 1822 | 478,652 |
| 文政11年 | 1828 | 498,296 |
| 天保5年  | 1834 | 488,726 |
| 天保11年 | 1840 | 445,432 |
| 弘化3年  | 1846 | 452,140 |

参勤交代で江戸の人口が急増する寛永年間まで京都は日本最大の都市であった。江戸時代後期の人口を伝える史料は残っていないが、山城国の人口がほぼ一貫して減少しており、京都の人口も20万人台まで減少していたと考えられる。元治元年(1864年)の6万9055戸と伝えられる町方戸数から、幕末の京都の人口を大坂以上の35万人とする試算もあるが、宗門人別改帳の研究からは28万人程度と推計されている(浜野潔, 2007年)。
一方京都在中の武家人口については4500人～5600人と推定されている。
| 区分                   | 人口         | 推定の根拠                                                                           |
| ---------------------- | ------------ | ------------------------------------------------------------------------------------ |
| 所司代・町奉行・禁裏付 | 3,000～4,000 | 大名・旗本129人、与力164騎、 同心480人、所司代家臣133人、 各奉公人・家族等           |
| 諸大名派遣             | 1,000        | 大名屋敷71軒(各知行取家臣2～3名)、 屋敷を持たない大名家臣各1～2名、 各奉公人・家族等 |
| 隠居・浪人             | 400～500     | 元禄7年の浪人数172人(武家奉公人を含む)                                               |
| 大名屋敷の後室等       | 100          |                                                                                      |
| 合計                   | 4,500～5,600 |                                                                                      |

#### 伏見
京都に隣接する伏見には、伏見城廃城に伴い、元和9年12月（1624年1月）伏見奉行所が置かれ、江戸幕府成立期には、伏見奉行は畿内近国八か国を総監する上方郡代を兼ねた。その後、寛文6年3月（1666年）に改めて奉行職が創設され、伏見城の城下にあった伏見町と周辺の8カ村を管轄するほか、宇治川（淀川）にて京都と大阪（大坂）を結ぶ水運の拠点・伏見港の支配と参勤交代の西国大名の監視、京都御所の警備などにあたり、元禄9年～11年（1696～1698）および文化5年～7年（1808年～1810年）の二度の中断を挟み、慶応3年（1867年）の廃止まで続いた。幕末には伏見は4万人以上の人口を有する宿場町として栄え、また京都から伏見まで伏見街道には家屋が切れ間なく続いており、伏見は完全に京都と町続きを形成していた。
| 元号           | 西暦     | 町方人口 |
| -------------- | -------- | -------- |
| 元禄3年        | 1690年   | 25,249   |
| 元禄13年       | 1700年   | 28,743   |
| 正徳4年        | 1714年   | 30,055   |
| 明和年中       | 1770年頃 | 27,450   |
| 天明年中       | 1786年頃 | 33,385   |
| 天保年中       | 1843年頃 | 40,980   |
| 明治6年 (総数) | 1873年   | 22,334   |

### 大坂
17世紀後半より大坂三郷(北組、南組、天満組)の町方人別の詳細が伝わっている。町方人別には調査の対象外であった武家と被差別階級人口が含まれない。下表中僧とは両本願寺派以外の僧侶の人口を指し、両本願寺派の僧は三郷町方人口に含まれている。『南北両町奉行連著書上』が伝える元文3年(1738年)、寛保3年(1743年)の人口は誤記と思われるが、参考までに斜体で記載する。同様に『開国五十年史』記載の寛永2年(1625年)の人口は『松平石見守殿御初入付差出御覚書』記載の寛文9年(1669年)のものと一致しており、誤記が疑われる。また寛永11年(1634年)、寛永12年(1635年)の人口は、北組・南組・天満組の内訳とともに伝わっているが、この時期には三郷に加えて「伏見組」が存在した四郷時代であり、年号の誤記が疑われる。
| 元号     | 西暦 | 合計    | 三郷町方 | 僧    | 出典                                                                              |
| -------- | ---- | ------- | -------- | ----- | --------------------------------------------------------------------------------- |
| 寛永2年  | 1625 |         | 279,610  |       | 開国五十年史(米商旧記)                                                            |
| 寛永11年 | 1634 |         | 402,532  |       | 年代著聞集 (北組14万9212人、 南組17万4537人、天満組7万8783人)                     |
| 寛永12年 | 1635 |         | 404,929  |       | 年代著聞集 (北組14万8756人、 南組17万7304人、天満組7万8869人、遊女404人、僧216人) |
| 寛文元年 | 1661 |         | 252,446  |       | 開国五十年史                                                                      |
| 寛文5年  | 1665 |         | 268,760  |       | 玉露叢                                                                            |
| 寛文9年  | 1669 |         | 279,610  |       | 松平石見守殿御初入付差出御覚書                                                    |
| 延宝7年  | 1679 |         | 287,891  |       | 松平石見守殿御初入付差出御覚書                                                    |
| 元禄2年  | 1689 |         | 330,244  |       | 松平石見守殿御初入付差出御覚書                                                    |
| 元禄5年  | 1692 | 346,389 | 345,524  | 865   | 御城代御支配所萬覚 (他に穢多840人)                                                |
| 元禄12年 | 1699 |         | 364,154  |       | 松平石見守殿御初入付差出御覚書                                                    |
| 元禄16年 | 1703 |         | 351,708  |       | 地方役手鑑                                                                        |
| 宝永6年  | 1709 |         | 381,626  |       | 松平石見守殿御初入付差出御覚書                                                    |
| 宝永8年  | 1710 |         | 372,015  |       | 無名書                                                                            |
| 正徳元年 | 1711 |         | 379,511  |       | 無名書                                                                            |
| 正徳3年  | 1713 | 380,149 | 379,275  | 874   | 地方川方御用覚書 (他に穢多村の僧・俗・女計2,341人)                                |
| 正徳4年  | 1714 | 383,357 | 382,435  | 922   | 地方川方御用覚書                                                                  |
| 正徳5年  | 1715 | 375,584 | 374,684  | 900   | 無名書                                                                            |
| 享保元年 | 1716 | 366,304 | 365,380  | 924   | 無名書                                                                            |
| 享保4年  | 1719 |         | 374,498  |       | 松平石見守殿御初入付差出御覚書                                                    |
| 享保6年  | 1721 | 383,480 | 382,471  | 1,009 | 無名書                                                                            |
| 享保7年  | 1722 | 378,007 | 377,018  | 989   | 無名書                                                                            |
| 享保9年  | 1724 | 357,091 | 356,092  | 999   | 無名書                                                                            |
| 享保10年 | 1725 | 370,156 | 369,161  | 995   | 無名書                                                                            |
| 享保14年 | 1729 |         | 385,431  |       | 松平石見守殿御初入付差出御覚書                                                    |
| 元文元年 | 1736 | 390,826 | 389,866  | 960   | 地方川方御用覚書                                                                  |
| 元文3年  | 1738 |         | 526,813  |       | 南北両町奉行連著書上                                                              |
| 元文4年  | 1739 |         | 403,724  |       | 松平石見守殿御初入付差出御覚書                                                    |
| 寛保3年  | 1743 |         | 501,166  |       | 南北両町奉行連著書上                                                              |
| 寛延2年  | 1749 |         | 404,146  |       | 松平石見守殿御初入付差出御覚書                                                    |

寛延2年(1749年)以降は両本願寺派以外の全僧侶の人口も三郷町方人口に含まれるようになる。元禄16年(1703年)9月の各組の町数・家数・人口の構成は以下の通りである。
| 組・寺社 | 町数 | 家数   | 男      | 女      | 総人口  |
| -------- | ---- | ------ | ------- | ------- | ------- |
| 北組     | 237  | 6,254  | 74,152  | 58,137  | 132,289 |
| 南組     | 241  | 7,546  | 83,073  | 70,975  | 154,048 |
| 天満組   | 90   | 3,028  | 26,488  | 23,433  | 49,921  |
| 堀江新地 | 33   | 451    | 6,519   | 6,927   | 13,446  |
| 神社     |      |        | 316     | 288     | 604     |
| 寺院僧   |      |        | 858     |         | 858     |
| 寺院俗   |      |        | 506     | 36      | 542     |
| 合計     | 601  | 17,279 | 191,912 | 159,796 | 351,708 |

宝暦6年(1756年)以降被差別階級の穢多村の統計が残っており、参考までに両者の合計を示す。
| 元号     | 西暦 | 合計    | 三郷町方 | 穢多村 | 元号     | 西暦 | 合計    | 三郷町方 | 穢多村 | 元号     | 西暦 | 合計    | 三郷町方 | 穢多村 |
| -------- | ---- | ------- | -------- | ------ | -------- | ---- | ------- | -------- | ------ | -------- | ---- | ------- | -------- | ------ |
| 宝暦6年  | 1756 | 413,356 | 409,984  | 3,372  | 寛政2年  | 1790 | 386,617 | 382,641  | 3,976  | 文政7年  | 1824 | 383,388 | 378,578  | 4,810  |
| 宝暦7年  | 1757 | 410,784 | 407,447  | 3,337  | 寛政3年  | 1791 | 389,395 | 385,407  | 3,988  | 文政8年  | 1825 | 382,771 | 377,928  | 4,843  |
| 宝暦8年  | 1758 | 413,029 | 409,631  | 3,398  | 寛政4年  | 1792 | 380,039 | 376,009  | 4,030  | 文政9年  | 1826 | 385,298 | 380,351  | 4,947  |
| 宝暦9年  | 1759 | 417,099 | 413,669  | 3,430  | 寛政5年  | 1793 | 385,844 | 381,803  | 4,041  | 文政10年 | 1827 | 384,449 | 379,489  | 4,960  |
| 宝暦10年 | 1760 | 415,016 | 411,636  | 3,380  | 寛政6年  | 1794 | 388,305 | 384,170  | 4,135  | 文政11年 | 1828 | 381,135 | 376,177  | 4,958  |
| 宝暦11年 | 1761 | 420,377 | 416,957  | 3,420  | 寛政7年  | 1795 | 388,895 | 384,652  | 4,243  | 文政12年 | 1829 | 379,590 | 374,689  | 4,901  |
| 宝暦12年 | 1762 | 422,046 | 418,573  | 3,473  | 寛政8年  | 1796 | 385,709 | 381,436  | 4,273  | 天保元年 | 1830 | 376,232 | 371,252  | 4,980  |
| 宝暦13年 | 1763 | 420,827 | 417,379  | 3,448  | 寛政9年  | 1797 | 386,196 | 381,835  | 4,361  | 天保2年  | 1831 | 373,004 | 367,911  | 5,093  |
| 明和元年 | 1764 | 422,359 | 418,862  | 3,497  | 寛政10年 | 1798 | 383,615 | 379,274  | 4,341  | 天保3年  | 1832 | 374,295 | 369,173  | 5,122  |
| 明和2年  | 1765 | 423,453 | 419,863  | 3,590  | 寛政11年 | 1799 | 384,866 | 380,432  | 4,434  | 天保4年  | 1833 | 373,948 | 368,909  | 5,039  |
| 明和3年  | 1766 | 421,703 | 418,086  | 3,617  | 寛政12年 | 1800 | 383,544 | 379,121  | 4,423  | 天保5年  | 1834 | 364,270 | 359,290  | 4,980  |
| 明和4年  | 1767 | 417,251 | 413,749  | 3,502  | 享和元年 | 1801 | 380,519 | 376,117  | 4,402  | 天保6年  | 1835 | 366,390 | 361,434  | 4,956  |
| 明和5年  | 1768 | 414,229 | 410,642  | 3,587  | 享和2年  | 1802 | 382,651 | 378,173  | 4,478  | 天保7年  | 1836 | 364,393 | 359,419  | 4,974  |
| 明和6年  | 1769 | 412,997 | 409,421  | 3,576  | 享和3年  | 1803 | 379,907 | 375,531  | 4,376  | 天保8年  | 1837 | 333,187 | 328,963  | 4,224  |
| 明和7年  | 1770 | 409,059 | 405,481  | 3,578  | 文化元年 | 1804 | 379,062 | 374,687  | 4,375  | 天保9年  | 1838 | 326,773 | 322,701  | 4,072  |
| 明和8年  | 1771 | 404,433 | 400,909  | 3,524  | 文化2年  | 1805 | 385,832 | 381,410  | 4,422  | 天保10年 | 1839 | 331,759 | 327,557  | 4,202  |
| 安永元年 | 1772 | 405,106 | 401,544  | 3,562  | 文化3年  | 1806 | 388,158 | 383,653  | 4,505  | 天保11年 | 1840 | 341,521 | 337,215  | 4,306  |
| 安永2年  | 1773 | 406,556 | 403,021  | 3,535  | 文化4年  | 1807 | 387,588 | 383,177  | 4,411  | 天保12年 | 1841 | 346,207 | 341,906  | 4,301  |
| 安永3年  | 1774 | 407,818 | 404,257  | 3,561  | 文化5年  | 1808 | 389,076 | 384,651  | 4,425  | 天保13年 | 1842 | 354,754 | 350,422  | 4,332  |
| 安永4年  | 1775 | 411,969 | 408,293  | 3,676  | 文化6年  | 1809 | 385,746 | 381,340  | 4,406  | 天保14年 | 1843 | 336,389 | 332,072  | 4,317  |
| 安永5年  | 1776 | 410,055 | 406,379  | 3,676  | 文化7年  | 1810 | 385,617 | 381,169  | 4,448  | 弘化元年 | 1844 | 339,379 | 334,879  | 4,500  |
| 安永6年  | 1777 | 407,077 | 403,467  | 3,610  | 文化8年  | 1811 | 386,217 | 381,735  | 4,482  | 弘化2年  | 1845 | 344,093 | 339,545  | 4,548  |
| 安永7年  | 1778 | 406,061 | 402,360  | 3,701  | 文化9年  | 1812 | 385,271 | 380,793  | 4,478  | 弘化3年  | 1846 | 342,423 | 337,842  | 4,581  |
| 安永8年  | 1779 | 408,717 | 404,964  | 3,753  | 文化10年 | 1813 | 386,483 | 381,962  | 4,521  | 弘化4年  | 1847 | 341,707 | 337,094  | 4,613  |
| 安永9年  | 1780 | 408,504 | 404,818  | 3,686  | 文化11年 | 1814 | 382,725 | 378,253  | 4,472  | 嘉永元年 | 1848 | 340,234 | 335,705  | 4,529  |
| 天明元年 | 1781 | 411,044 | 407,322  | 3,722  | 文化12年 | 1815 | 378,570 | 374,008  | 4,562  | 嘉永2年  | 1849 | 338,261 | 333,748  | 4,513  |
| 天明2年  | 1782 | 409,773 | 405,961  | 3,812  | 文化13年 | 1816 | 377,591 | 373,045  | 4,546  | 嘉永3年  | 1850 | 330,637 | 326,187  | 4,450  |
| 天明3年  | 1783 | 403,611 | 399,777  | 3,834  | 文化14年 | 1817 | 375,470 | 370,902  | 4,568  | 嘉永4年  | 1851 | 321,920 | 317,595  | 4,325  |
| 天明4年  | 1784 | 384,395 | 380,710  | 3,685  | 文政元年 | 1818 | 374,204 | 369,687  | 4,517  | 嘉永5年  | 1852 | 321,053 | 316,784  | 4,269  |
| 天明5年  | 1785 | 384,207 | 380,416  | 3,791  | 文政2年  | 1819 | 377,129 | 372,586  | 4,543  | 嘉永6年  | 1853 | 323,247 | 318,988  | 4,259  |
| 天明6年  | 1786 | 383,903 | 380,098  | 3,805  | 文政3年  | 1820 | 378,940 | 374,368  | 4,572  | 安政元年 | 1854 | 321,664 | 317,436  | 4,228  |
| 天明7年  | 1787 | 375,435 | 371,740  | 3,695  | 文政4年  | 1821 | 382,924 | 378,211  | 4,713  | 安政2年  | 1855 | 321,166 | 316,919  | 4,247  |
| 天明8年  | 1788 | 376,469 | 372,729  | 3,740  | 文政5年  | 1822 | 381,684 | 377,029  | 4,655  | 安政3年  | 1856 | 325,037 | 320,780  | 4,257  |
| 寛政元年 | 1789 | 381,529 | 377,729  | 3,800  | 文政6年  | 1823 | 383,551 | 378,926  | 4,625  |          |      |         |          |        |

(以上出典は『東町奉行一式山城守直温旧蔵三郷並穢多村兵庫西宮塩飽島人数高帳』)
明治元年(1868年)以降の人口は全身分を含む本籍人口。
| 元号                | 西暦 | 合計    | 三郷町方 | 穢多村 | 出典           |
| ------------------- | ---- | ------- | -------- | ------ | -------------- |
| 安政4年             | 1857 |         | 323,956  |        | 手鏡           |
| 安政5年             | 1858 | 318,400 | 314,370  | 4,030  | 鐘奇斎日々雑記 |
| 安政6年             | 1859 | 312,986 | 308,978  | 4,008  | 鐘奇斎日々雑記 |
| 文久元年            | 1861 |         | 308,192  |        | 鐘奇斎日々雑記 |
| 文久2年             | 1862 |         | 301,093  |        | 鐘奇斎日々雑記 |
| 明治元年 (本籍人口) | 1868 | 281,306 |          |        | 国史           |
| 明治6年 (本籍人口)  | 1873 | 271,992 |          |        | 日本地誌提要   |

大坂の陣で荒廃したがすぐに復興し、元禄年間に京都の人口を追い抜いた。町方人口だけで40万人を超えたが、幕末には30万人まで減り、明治時代には総人口が20万人台となった。大坂町奉行が堺奉行を兼ねていた時期もあり、江戸時代大坂と堺が一個の都市圏を築いていたと主張する人もいる。少なくとも天王寺 (明治6年に1万6560人)、難波(明治6年に8128人)などは秀吉による大坂城下町形成当時から町続きを形成していた。豊臣時代に大坂城下町の一部として、平野郷からの移住者が中心となって建設された南北平野町 (明治6年に6796人)は江戸時代に設定された大坂三郷には含まれなかった。
18世紀後半の宝暦・天明の時期になると、大坂三郷周辺の町続きが大坂町奉行の支配下に入った。天明元年(1781年)における町続在領には、東成郡野田村、西成郡川崎村、北野村、曾根崎村、上福島村、下福島村、野田村の内字野田道建家、九条村、西九条村但安治川北壱丁目続建家、三軒家村の内勘助嶋、西側村、西高津村、塩町口野畑、高津屋吉右衛門肝煎、東成郡北平野町村、南平野町村、東高津村、天王寺村が含まれた。江戸時代後半の大坂三郷の人口減少は郊外の形成に伴う一種のドーナツ化現象であるという側面も指摘されている(速水融, 2005年)。
その一方で司馬遼太郎などにより江戸時代の大坂在中の武士の人口はわずかに200人という誤解が流布しているが、これは東西両町奉行所の与力・同心のみを数えた大げさな表現であり、大坂城方や家族の人口が含まれていない。『公私要覧』の記載や『武鑑』の研究成果により、大坂三郷内に実際に暮らしていた武家の人口は8000人から1万人程度と推定されている。それでも武家人口の占める割合は大坂の総人口の2%～3%程度であり、同時代の他の城下町と比較して武家人口の割合はかなり低い。以下に江戸時代後期の大坂在中の推定武家人口をまとめる。軍役等は享保8年(1723年)制定の足高制に基く。表に示すように、大坂城内居住者が武家人口の約40%を占めていた。ここに示す約8000人という推定人口は低めの見積もりで、特に城代・両定番を勤める大名の家老・公用人等の家中が家族同伴であったとするのなら、大坂城外の中・下屋敷に暮らす武家人口がさらに加算される。最近では武士の町としての大坂にスポットをあてた、意外性を取り上げた書籍が出版されている。
| 区分                                       | 人口         | 推定の根拠 |
| ------------------------------------------ | ------------ | --- |
| 大坂城大番                                 | 980          | 東西2組×(大番頭1人×軍役104人＋組頭4人×軍役14人 ＋大番士50騎×軍役6人＋与力10騎＋同心20人) |
| 大坂城加番                                 | 1,000        | 山里(2万7000石)・中小屋(1万8000石)・青屋口(1万石)・雁木坂(1万石)の4加番 ×平均軍役250人(武士・徒歩・足軽・中間・従者・その他) |
| 大坂城内目付                               | 30           | 書院・台所・居間等15箇所×2人 |
| 大坂城城代・両定番                         | 1,080～1,475 | 城代軍役610人(3万石)～1,005人(5万石) ＋京橋・玉造の2組×定番軍役235人(1万石) |
| 大坂城内上屋敷の城代・両定番の家族・奉公人 | 70           | 城代家族・奉公人30人＋京橋・玉造の2組×定番家族・奉公人20人 |
| 町奉行・船奉行                             | 210          | 東西町奉行・川口船奉行の3奉行×(奉行家族・奉公人10人 ＋家臣・下僚15人×家族4人) |
| 六役奉行                                   | 350          | 東西2組×鉄砲・弓・具足・金・蔵・材木の六役奉行7組(鉄砲奉行が2組) ×(奉行家族5人＋家臣・下僚5人×家族4人) |
| 代官                                       | 90           | 鈴木町・谷町の2代官所×代官・家臣・下僚15人×家族3人 |
| 与力・同心 (大番付属を除く)                | 3,000        | 与力・同心等733人＝(玉造口・京橋口の両定番2組＋東西町奉行2組)×与力30騎 ＋川口船奉行1組×与力10騎＋(玉造組・京橋組の2組)×同心100人 ＋天満組東西2組×同心50人＋川口組1組×水主50人 ＋六役奉行付属同心130人(鉄砲奉行50人＋弓奉行20人＋具足奉行12人 ＋金奉行15人＋蔵奉行18人＋材木奉行15人) ＋蔵番13人＋小揚頭4人＋机突6人＋小揚100人； 4人家族なら2932人、5人家族なら3665人 |
| 蔵屋敷                                     | 900          | 90藩×留守居・家族10人 |
| 合計                                       | 7,710～8,105 | |

## 近代の三都
| 1 | 東京市   | 217万3201 |
| 2 | 大阪市   | 125万2983 |
| 3 | 神戸市   | 060万8644 |
| 4 | 京都市   | 059万1324 |
| 5 | 名古屋市 | 042万9997 |
| 6 | 横浜市   | 042万2942 |
| 7 | 長崎市   | 017万6534 |
| 8 | 広島市   | 016万0510 |
| 9 | 函館区   | 014万4749 |

三都は、明治以後も三府が設置され、市制成立後も暫くは特例が敷かれるなど、長きにわたって重要視されていくこととなった。
1878年（明治11年）、「人民輻輳ノ地」すなわち人口が多い都市に対し、郡区町村編制法によって1都市あたり1つの区が存置されたが、江戸の後身たる東京、および京都・大阪には複数の区が置かれるという大都市制度が導入された。1889年（明治22年）4月1日の市制施行に際しては、一般の区が区を廃止して市となる一方、東京・大阪・京都は区を存置したまま市制を施行するという三市特例が実施された。当時、一般の市には市会推薦市長が置かれたのに対し、三市では市長を置かず、内務省が任命した府知事がその任にあたっていた。それゆえ、かつての三都は一般市に比較して官治的であり、自治権が制限されており、自治権拡大を要求する「特例撤廃運動」が起こっている。この運動によって特例が1898年（明治31年）に廃止されたが、他市と比べて隔絶した人口を有する東京市ではさらに、東京府からの独立を要求する特別市運動へと発展し、明治末年にはこの動きに大阪市も加わっている。
大正デモクラシー期に入ると、かつての三都に加え、人口規模でこれらの都市に匹敵する名古屋市、また当時の港湾都市である神戸市と横浜市の6都市が互いに協力して「特別市運動」を展開するようになった。1922年（大正11年）、この運動がようやく実をむすび、「六大都市行政監督ニ関スル法律」が定められて六大都市は特別市として扱われるようになった。なお、1943年（昭和18年）7月1日には東京に東京都制が布かれる一方、のこる五大都市については「五大都市行政監督特例」が施行された。